# Athyrium venulosum
Athyrium venulosum är en majbräkenväxtart som beskrevs av Ren-Chang Ching. Athyrium venulosum ingår i släktet Athyrium och familjen Athyriaceae. Inga underarter finns listade.